# Avenue de Provence
L'avenue de Provence est une voie du 9e arrondissement de Paris, en France.

## Situation et accès
L'avenue de Provence est une voie située dans le 9e arrondissement de Paris. Elle débute au 56, rue de Provence et se termine en impasse.

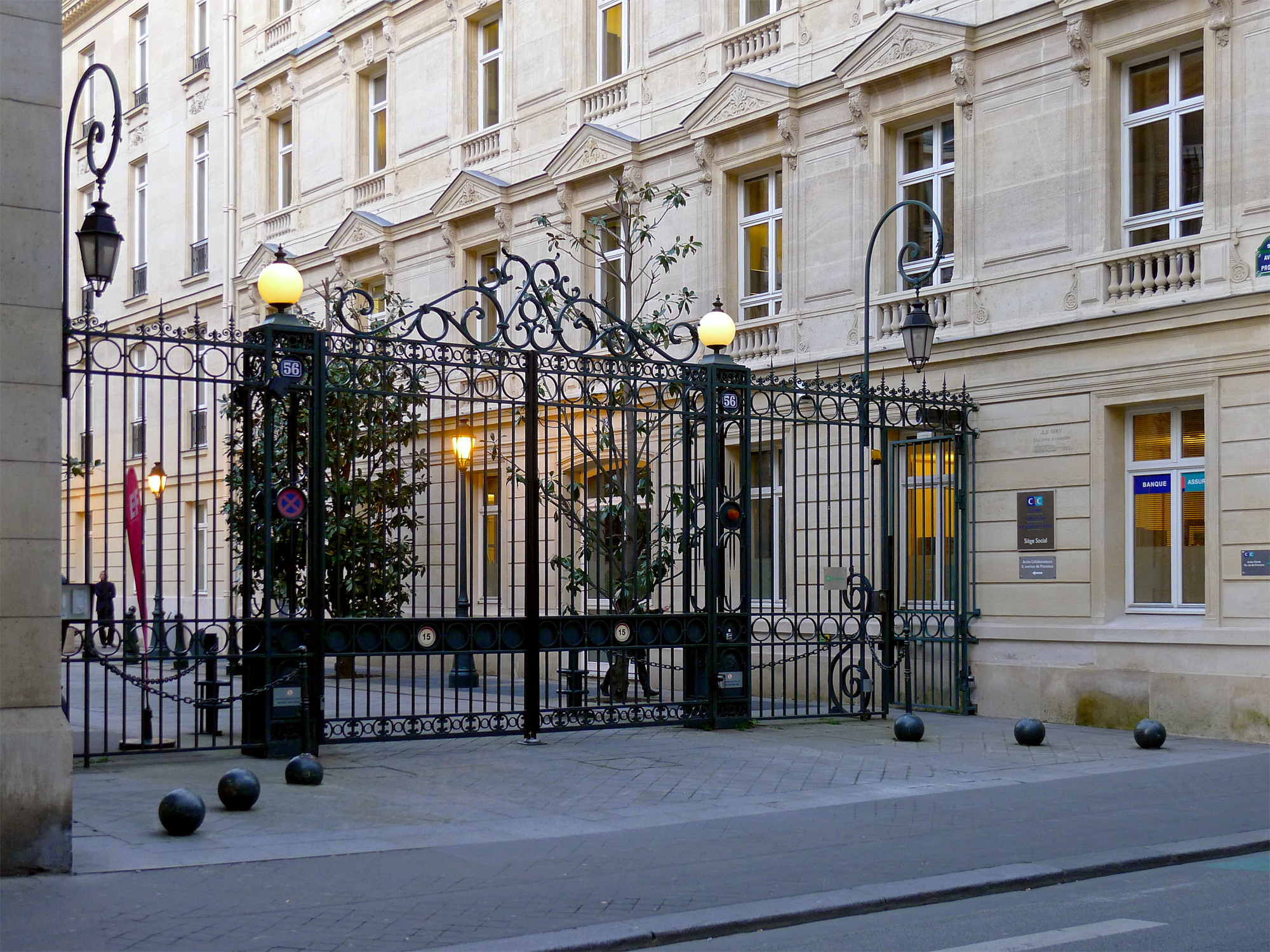
Entrée fermée de cette voie privée vue de la rue de Provence.

## Origine du nom
Elle a reçu sa dénomination en raison de son voisinage avec la rue de Provence qui porte ce nom en l'honneur de Louis-Stanislas-Xavier, comte de Provence, frère de Louis XVI et roi de France en 1814 sous le nom de Louis XVIII (1755-1824).

## Historique
Cette voie a été ouverte en 1908 sous sa dénomination actuelle.

## Bâtiments remarquables et lieux de mémoire
- no 6 : Siège social du réseau bancaire français Crédit industriel et commercial (CIC)